# Diocèse de Mahagi-Nioka
Le diocèse de Mahagi-Nioka (en latin Dioecesis Mahagiensis-Niokaensis) est un diocèse catholique de République démocratique du Congo, suffragant de l'archidiocèse de Kisangani. 

## Territoire
Le diocèse comprend des territoires de la province de l'Ituri, en République démocratique du Congo. Son siège épiscopal est à Mahagi, où se trouve la cathédrale Notre-Dame de Lourdes. En 2021, le territoire est subdivisé en 20 paroisses.

## Histoire
Le diocèse de Mahagi est créé le 2 juillet 1962 par la bulle Quod venerabiles du pape Jean XXIII, à partir de territoires du diocèse de Bunia. Le 30 octobre 1967, il est renommé diocèse de Mahagi-Nioka.

## Évêques
- Thomas Kuba Thowa (2 juillet 1962 - 10 octobre 1979)
  - Gabriel Ukec (10 octobre 1979 - septembre 1980), administrateur apostolique
- Alphonse-Marie Runiga Musanganya (4 septembre 1980 - 16 octobre 2001)
- Marcel Utembi Tapa (16 octobre 2001 - 28 novembre 2008), nommé archevêque de Kisangani
- Sosthène Ayikuli Udjuwa (depuis le 16 novembre 2010)

## Statistiques
| année | baptisés  | population totale | pourcentage | prêtres (total) | prêtres séculiers | prêtres réguliers | catholiques par prêtre | diacres | religieux | religieuses | paroisses |
| ----- | --------- | ----------------- | ----------- | --------------- | ----------------- | ----------------- | ---------------------- | ------- | --------- | ----------- | --------- |
| 1970  | 342 787   | 581 864           | 58,9        | 53              | 24                | 29                | 6.467                  |         | 36        | 14          | 15        |
| 1980  | 344 018   | 701 266           | 49,1        | 50              | 22                | 28                | 6.880                  |         | 49        | 91          | 16        |
| 1990  | 442 283   | 941 000           | 47,0        | 57              | 34                | 23                | 7.759                  |         | 26        | 114         | 16        |
| 1999  | 566 000   | 1 036 000         | 54,6        | 76              | 58                | 18                | 7.447                  |         | 20        | 68          | 16        |
| 2000  | 579 661   | 1 137 399         | 51,0        | 71              | 52                | 19                | 8.164                  |         | 21        | 84          | 16        |
| 2001  | 591 672   | 1 198 086         | 49,4        | 78              | 65                | 13                | 7.585                  |         | 18        | 91          | 16        |
| 2002  | 592 126   | 1 520 924         | 38,9        | 85              | 69                | 16                | 6.966                  |         | 22        | 101         | 32        |
| 2003  | 695 450   | 1 220 460         | 57,0        | 86              | 70                | 16                | 8.086                  |         | 18        | 102         | 16        |
| 2004  | 858 789   | 1 563 633         | 54,9        | 86              | 70                | 16                | 9.985                  |         | 18        | 127         | 17        |
| 2013  | 1 160 055 | 1 970 180         | 58,9        | 88              | 79                | 9                 | 13.182                 |         | 15        | 118         | 18        |
| 2016  | 1 295 006 | 2 000 295         | 64,7        | 100             | 85                | 15                | 12.950                 |         | 21        | 145         | 20        |
| 2019  | 1 423 000 | 2 198 000         | 64,7        | 103             | 88                | 15                | 13.815                 |         | 21        | 145         | 20        |
| 2021  | 1 518 460 | 2 346 140         | 64,7        | 105             | 90                | 15                | 14.461                 |         | 21        | 145         | 20        |

## Sources
- (it) Cet article est partiellement ou en totalité issu de l’article de Wikipédia en italien intitulé « Diocesi di Mahagi-Nioka » (voir la liste des auteurs).
- Annuaire pontifical de 2014 et précédents, disponibles sur  catholic hierarchy
- (la) Bulle Quod Venerabiles, AAS 55 (1963), p. 705
- (en) page du diocèse sur www.gcatholic.org
- Carte)